# Espoir
Espoir (també coneguda com a Sierra de Teruel) és una pel·lícula francoespanyola dirigida per l'escriptor francès André Malraux entre els anys 1938 i 1939. El guió està basat en la novel·la del mateix Malraux L'Espoir (L'esperança). Recrea un episodi de la Guerra Civil espanyola, en la qual l'escriptor va participar com a aviador al servei de l'Exèrcit republicà. Està doblada al català.
La major part del rodatge es va fer a Catalunya, a Barcelona (en especial al Poble Espanyol de Montjuïc), Tarragona o Collbató, entre d'altres. L'escriptor valencià Max Aub en fou ajudant de direcció i va ser l'encarregat de traduir el guió al castellà.
El rodatge de la pel·lícula es va veure interromput per l'avanç de les tropes franquistes envers Catalunya. L'equip hagué d'eixir del país per la frontera de Portbou i acabar la pel·lícula a França.

## Història
André Malraux (París, 1901 – Cretéil, 1976), figura admirada i influent de la intel·lectualitat francesa i declarat antifeixista –després de la Segona Guerra Mundial, ministre de l'Interior i de Cultura dels governs de Charles de Gaulle– va combatre amb el bàndol republicà a l'inici de la Guerra Civil espanyola. Després de patir diverses ferides de guerra, va decidir canviar d'estratègia i emprendre una croada intel·lectual contra l'exèrcit nacional. Primer va viatjar a Nord-amèrica per difondre el pensament republicà i després va tornar a Espanya, decidit a dur a terme un ambiciós i molt compromès propòsit fílmic. Malraux volia adaptar la seva novel·la Espoir i retratar la campanya bèl·lica sobre la serra de Terol. El novell director, que va comptar amb la inefable ajuda de Max Aub en el guió i adaptació del seu propi original, volia rodar el film a França, però li va ser impossible per la manca de finançament. Així doncs, va traslladar l'equip a Barcelona i Montserrat, on va rodar el film entre principi del 1938 i la caiguda de Barcelona, just un any després.
El film explica la peripècia d'un nodrit grup de combatents republicans, que tenen el ferm propòsit de frenar l'avanç de les tropes nacionals. Per fer-ho, planegen bombardejar un pont de la carretera de Saragossa, prop del poble de Linás. Amb l'estreta col·laboració de pagesos de la zona, l'escamot de soldats intenta mantenir vives les forces i se sobreposa als continus bombardejos i a la dura i continuada oposició del poderós enemic.
El rodatge de 'L'Espoir' va ser tota una odissea, ja que l'equip havia de fer front a les inclemències pròpies de la guerra que retratava. Els bombardejos els deixaven sense llum i sense mitjans per protegir-se del foc enemic. La filmació de les escenes aèries topava amb la seriosa oposició dels avions nacionals, disposats a fer caure un avió que en lloc de metralladores duia una càmera de cinema. Malraux va comptar amb la col·laboració d'extres i figurants per fer de combatents i pagesos, la majoria dels quals eren camperols del Prat de Llobregat, localitat molt propera als exteriors que acollien el rodatge del film.
Vist avui dia, 'L'Espoir/Sierra de Teruel' és un valuosíssim document històric i fílmic en què Malraux –en l'única incursió que va fer en el cinema– mostra un extraordinari domini del llenguatge cinematogràfic, de l'el·lipsi i el simbolisme com a irrenunciables armes estètiques i una insòlita expressivitat lírica tant en el retrat dels personatges com en les escenes bèl·liques més exigents. Amb tot, i malgrat les evidents virtuts artístiques, el film de Malraux és un claríssim document propagandístic del bàndol republicà que contrasta amb els films d'ideologia contrària produïts per Cifesa i tan de moda els anys immediatament posteriors a la Guerra Civil com ara 'Escuadrilla' (1941), d'Antonio Román; '¡Harka!' (1941), de Carlos Arévalo, i 'A mí la legión' (1942), de Juan de Orduña, gairebé sempre protagonitzats per l'actor Alfredo Mayo.